# Euxoamorpha samborombona
Euxoamorpha samborombona är en fjärilsart som beskrevs av Köhler 1959. Euxoamorpha samborombona ingår i släktet Euxoamorpha och familjen nattflyn. Inga underarter finns listade i Catalogue of Life.